# 마리오 예페스
마리오 알베르토 예페스 디아스(스페인어: Mario Alberto Yepes Díaz, 1976년 1월 13일 ~ )는 콜롬비아의 전 축구 선수이다. 예페스는 AC 밀란으로 이적하기 전에 파리 생제르맹에서 활약했는데 "슈퍼 마리오"라는 별명과 함께 최고의 수비수 중 하나로 평가받던 선수였다. 그는 2008년 이후로 콜롬비아 축구 국가대표팀에서 주장직을 맡았다. 예페스는 2001년 코파 아메리카 우승을 이끌었던 콜롬비아 황금 세대 중 마지막 현역 선수였다.

## 경력
- 1999년 코파 아메리카 국가대표
- 2001년 코파 아메리카 국가대표
- 2003년 FIFA 컨페더레이션스컵 국가대표
- 2007년 코파 아메리카 국가대표
- 2011년 코파 아메리카 국가대표

## 수상

### 클럽
- 데포르티보 칼리
  - 카테고리아 프리메라 A: 1998,
  - 코파 리베르타도레스 데 아메리카: 2위: 1999[5]
  - 코파 메르코노르테: 2위 1999
- 리버 플레이트
  - 아페르투라: 1999
  - 클라우수라: 2000
- 파리 생제르맹
  - 쿠프 드 프랑스: 2006
  - 쿠프 드 라 리그: 2008
- 밀란
  - 세리에 A: 2011
  - 수페르코파 이탈리아나: 2011

### 국가대표팀
- 코파 아메리카 우승 : 2001
- FIFA 컨페더레이션스컵 4위 : 2003

### 개인 수상
- 남미 베스트 XI (1): 2001
- 리그 1 베스트 11 : 2003-04, 2005-06

## 개인사
마리오 예페스는 카롤리나 비예가스라는 콜롬비아 여성과 결혼했다. 그들 사이에는 두 아들과 딸 한명이 있다. 루시아노 예페스(2002년 5월생), 발렌티노 예페스(2012년 9월생), 미란다 예페스(2005년 4월생).

## 같이 보기
- A매치 100경기 이상 출전한 축구 선수 명단